# جارجين نزده
جارجين تير ،  معروف أكثر باسمه الحركي جارجين نزده  ( (بالأرمنية: Գարեգին Նժդեհ)‏  ؛ 1 يناير 1886 - 21 ديسمبر 1955) ، كان رجل دولة أرمينيًا وقائدًا عسكريًا ومفكرًا سياسيًا قوميًا. كعضو في الاتحاد الثوري الأرمني ، شارك في نضال التحرير الوطني والأنشطة الثورية خلال حرب البلقان الأولى والحرب العالمية الأولى وأصبح أحد القادة السياسيين والعسكريين الرئيسيين لجمهورية أرمينيا الأولى (1918-1921) .
في عام 1921 ، كان شخصية رئيسية في تأسيس جمهورية أرمينيا الجبلية ، وهي دولة مناهضة للبلشفية أصبحت عاملاً رئيسياً أدى إلى ضم مقاطعة سيونيك إلى أرمينيا السوفيتية. خلال الحرب العالمية الثانية ، تعاون مع ألمانيا النازية ، على أمل تأمين وجود أرمينيا السوفيتية في حالة انتصار ألمانيا على الاتحاد السوفيتي والغزو التركي المحتمل للقوقاز. بعد محاولة فاشلة للتعاون مع الاتحاد السوفيتي ضد تركيا ، ألقي القبض على نزده في بلغاريا عام 1944 وحُكم عليه بالسجن لمدة 25 عامًا في الاتحاد السوفيتي. وتوفي في سجن فلاديمير المركزي عام 1955.